# 尖峰岭锥
尖峰岭锥（学名：Castanopsis jianfenglingensis）为壳斗科锥属下的一个种。

## 扩展阅读
- 維基物種上的相關：尖峰岭锥